# تمرد جونغ يو رب (1589)
تمرد جونغ يو رب (بالكورية: 정여립의 옥사، وتعرف باسم غِتشُك أُكسا (بالهانغل: 기축옥사، وبالهانجا: 己丑獄事) وأُكسا تعني: حادثة كبرى تضم خيانة عظمى) هي مذبحة دموية حدثت في سنة 1589 في عهد سلالة جوسون في كوريا. تأثير المذبحة فاق جميع مذابح التطهير الأربعة السابقة مجتمعة. آنذاك كانت السياسة والبلاط الملكي مقسماً بين الفصيل الشرقي والفصيل الغربي وهما من فصائل جوسون السياسية. اتهم علماء الكونفشيوسية الجديدة وأعضاء الفصيل الشرقي بمن فيهم جونغ يو رب بتهمة الخيانة العظمى، وعلى إثر ذلك قتل ونفي قرابة 1000 عضو من الفصيل الشرقي.
حقيقة ما حدث في سنة 1589 وتهمة الخيانة العظمى ما زالت أمراً جدلياً بسبب تعارض السجلات التاريخية والتي كتبها الفصيلان السياسيان. سجلات الملك سونجو ضمن سجلات سلالة جوسون - والذي حدث التمرد في عهده - كانت قد كتبت على يد الفصيل الشرقي أثناء حكم ابنه الملك غوانغهاي ولكن عندما انقلب الغربيون على الملك غوانغهاي وعينوا ابن أخيه إنجو ملكاً أعادوا تحرير سجلات الملك سونجو وفقاً لرؤيتهم. لاحقاً قام إي غُنغ إك بكتابة سجل تاريخي يعرف باسم سجلات يونريوشل (연려실기술 - 燃藜室記述) وذكر فيها السجل الرسمي والروايات الأخرى وتمييز كل منهما بلون مختلف.